# Castore
J.Carter Sporting Club Limited (que opera sota la marca Castore) és un fabricant britànic de roba esportiva i atlètica, amb seu a Manchester, Anglaterra. Els seus productes es venen en més de 50 països de tot el món i té acords de patrocini amb equips de futbol, tennis, Fórmula 1, MotoGP, rugbi i criquet.

## Història
L'empresa va ser fundada en 2015 pels germans Thomas (nascuts al setembre de 1989) i Philip Beahon (nascut al novembre de 1992) quan tenien 25 i 22 anys respectivament. Thomas havia estat jugador professional de futbol juvenil al Tranmere Rovers entre els 17 i els 21 anys, abans de passar pel Jerez Industrial a Espanya i assistir a l'acadèmia de futbol de Glenn Hoddle. Philip va jugar al criquet semiprofessionalment en els clubs de criquet de Cheshire i Lancashire.
Els germans van deixar les seves carreres esportives el 2013 i es van traslladar a Londres per a treballar en l'àmbit de les finances en un esforç per recaptar diners per a la seva empresa de roba esportiva; Thomas va treballar al Lloyds Bank i Philip a Deloitte. Durant la seva estada a Londres van començar el seu estudi de mercat entrevistant amos de gimnasos d'alta gamma i fitxant diversos inversors prolífics de les indústries de la moda i l'esport. Castore es va llançar en línia el 2016. El 2019 Forbes va incloure a la parella en la seva llista de "30 menors de 30 anys".